# Fire!! Mostra Internacional de Cinema Gai i Lesbià
La Mostra Internacional de Cinema de Gai i Lesbià FIRE!! és un festival de cinema LGTB celebrat a Barcelona des de 1995 per iniciativa del Casal Lambda. Ha estat el primer festival del seu gènere a Catalunya i a l'Estat espanyol.

## Història
El festival de cinema va ser fundat el 1995 per Casal Lambda, que treballa per garantir la igualtat per a la comunitat LGBT des del 1976, en la creença que la cultura és un mitjà de comunicació necessari i insuperable que pot ajudar a normalitzar realment l'homosexualitat.
Inicialment, era un esdeveniment dirigit a la pròpia comunitat LGBT, però amb el pas dels anys i amb l'evolució de la societat s'ha convertit en un festival de cinema per als amants del cinema culte.
El nom del festival és un homenatge a la revista del mateix nom de Nova York a finals dels anys vint, dirigida per l'escriptor gai afroamericà Richard Bruce Nugent.

## Edicions
La Mostra ha passat per tres etapes des de la seva fundació, que es corresponen amb els tres directors de l'esdeveniment. El primer director fou Xavier Daniel, actual director del Festival Internacional de Cinema Gai i Lèsbic de Barcelona, fundat el 2001. El tercer i actual director des de 2008, Joako Ezpeleta, ha dirigit l'etapa més transgressora. El 2020 va celebrar la seva 25a edició amb la projecció de 23 sessions a l'Institut Francès de Barcelona i l'emissió de 37 pel·lícules a Filmin, moltes d'elles emeses per primer cop a l'Estat espanyol. El lema de la mostra era “25 anys cremant armaris”, fent referència a l'armari que va cremar Alejandro Jodorowsky l'any 2009 com a acte performatiu i de reivindicació.

## Palmarès
| Edició        | Millor pel·lícula                                     | Millor pel·lícula (públic)                         | Millor documental                                             | Millor documental (públic)                                                    | Millor curtmetratge                         | Millor curtmetratge (públic)           |
| ------------- | ----------------------------------------------------- | -------------------------------------------------- | ------------------------------------------------------------- | ----------------------------------------------------------------------------- | ------------------------------------------- | -------------------------------------- |
| XVIII (2013)  | Joven y alocada de Marialy Rivas                      | -                                                  | Les Invisibles de Sébastien Lifshitz                          | -                                                                             | -                                           | -                                      |
| XIX (2014)    |                                                       | -                                                  |                                                               | -                                                                             |                                             | -                                      |
| XX (2015)     | Lilting de Hong Khaou                                 | -                                                  | Regarding Susan Sontag de Nancy Kates                         | -                                                                             | Big Time. My Doodled Diary de Sonali Gulati | -                                      |
| XXI (2016)    | La Belle Saison de Catherine Corsini                  | Stories of Our Lives de Jim Chuchu                 | Suited de Jason Benjamin                                      | Hockney de Randall Wright                                                     | Todo Saldrá Bien Pingüino de Miquel Bosch   | -                                      |
| XXII (2017)   | Hjartasteinn de Guðmundur Arnar Guðmundsson           | Tom of Finland de Dome Karukoski                   | Chavela de Catherine Gund i Daresha Kyi                       | La Sociologue et l'Ourson de Mathias Théry i Étienne Chaillou                 | Min Homosyster de Lia Hietala               | -                                      |
| XXIII (2018)  | 1985 de Yen Tan                                       | Los modernos de Mauro Sarser i Marcela Matta       | Genderbende d'Sophie Dros                                     | Bixa Travesty de Claudia Priscilla i Kiko Goifman · Queerama de Daisy Asquith | Wren Boys de Harry Lighton                  | -                                      |
| XXIV (2019)   | L'Animale de Katharina Mückstein                      | Sauvage de Camille Vidal-Naquet                    | An Army of Lovers d'Ingrid Ryberg                             | Now You Are a Woman d'Alba Muñoz                                              | Nacho no conduce d'Alejandro Martín         | -                                      |
| XXV (2020)    | Nech je svetlo de Marko Škop                          | C'est ça l'amour de Claire Burger                  | Indianara d'Aude Chevalier-Beaumel i Marcelo Barbosa          | Madame d'Stéphane Riethauser                                                  | XY d'Anna Karín Lárusdóttir                 | Dirty de Matthew Puccini               |
| XXVI (2021)   | Aşk, Büyü Vs d'Ümit Ünal                              | Suk Suk de Ray Yeung                               | Ahead of the Curve de Jen Rainin                              | Sedimientos d'Adrián Silvestre                                                | Sisters de Katarina Rešek                   | God’s Daughter Dances de Byun Sung-bin |
| XXVII (2022)  | Marte Um de Gabriel Martins                           | Mascarpone d'Alessandro Guida i Matteo Pilati      | Canela de Cecilia del Valle                                   | Seyran Ateş: Sex, Revolution and Islam de Nefise Özkal Lorentzen              | Starfuckers d'Antonio Marziale              | . -                                    |
| XXVIII (2023) | Two eyes de Travis Fine                               | Les Meilleures de Marion Desseigne Ravel           | Jimmy in Saigon de Peter McDowell                             | Alteritats d'Alba Cross i Nora Haddad                                         | Arnasa de Raúl Barreras                     | -                                      |
| XXVIX (2024)  | Domaḱinstvo za početnici de Goran Stolevski           | Solo de Sophie Dupuis                              | Hidden Master: The Legacy of George Platt Lynes de Sam Shahid | Fragments d’un parcours amoureux de Chloé Barreau                             | Boléro de Nans Laborde-Jourdàa              | -                                      |
| XXX (2025)    | Tesis sobre una domesticación de Javier van de Couter | Ato noturno de Filipe Matzembacher i Márcio Reolon | If I die It’ll be of Joy d'Alexis Taillant                    | Sally [Ride] de Cristina Costantini                                           | Las pardas de Simone Sojo.                  |                                        |